# Свети Пантелеймон (Лерин)
„Свети Пантелеймон“ или „Свети Пантелей“ (на гръцки: Αγίου Παντελεήμονα) е православна църква в град Лерин (Флорина), Гърция, катедрален храм на Леринската, Преспанска и Еордейска епархия на Вселенската патриаршия. Църквата е бивш катедрален храм на Българската екзархия.

## История
През 1882 година българската общност в Лерин под председателството на Константин Гулабчев получава ферман за построяване на своя църква. През 1887 година Христо Сисес (Χρήστος Σύσες) дарява собствения си дом за построяване на българска църква. В март 1889 година е завършен параклисът „Свети Пантелеймон“ в квартала Вароша, срещу гръцката митрополия и община, на съвременната улица „Василеос Георгиос“. Дотогава българите в града се черкуват в превърната в параклис стая в къщата на отец Константин Гулабчев. След една-две години на мястото на параклиса е построена голяма църква.
Към 1895 година в Лерин българската църковна община поддържа училищата и катедралата „Свети Панталей“.
На 10 ноември 1910 година храмът е осветен тържествено в присъствието на митрополит Мелетий Велешки, архимандрит Никодим, други висши български духовници и всички свещеници от Леринска кааза.
След влизането на гръцките войски в Лерин в 1912 година църквата е отнета от българската община и в нея е преместено седалището на Мъгленската епархия, което дотогава е в „Свети Георги“.
В 1949 година сградата пострадва, уцелена от снаряд, по време на битката за Лерин през Гръцката гражданска война. Тогава са унищожени трите купола на покрива ѝ. В началото на 50-те години на XX век църквата е цялостно променена, като са заличени българските надписи по иконите. Разрушена е малката камбанария към църквата и е построена нова по-голяма през 1957 година. Въпреки че църквата е в много добро състояние, леринският митрополит Августин Кандиотис през април 1971 година решава да разруши „българската църква“ и на нейно място да построи нов храм със същото име с финансовата помощ на диктатора Георгиос Пападопулос. Новият храм е осветен на 27 юли 1972 година.